# Damsholte Sogn
Damsholte Sogn er et sogn i Stege-Vordingborg Provsti (Roskilde Stift).
I 1800-tallet var Damsholte Sogn et selvstændigt pastorat. Det hørte til Mønbo Herred i Præstø Amt. Damsholte sognekommune blev ved kommunalreformen i 1970 indlemmet i Møn Kommune, der ved strukturreformen i 2007 indgik i Vordingborg Kommune.
I Damsholte Sogn ligger Damsholte Kirke.
I sognet findes følgende autoriserede stednavne:
- Borren (bebyggelse)
- Damsholte (bebyggelse)
- Egeløkke (landbrugsejendom)
- Grønved Skov (areal)
- Hjelm (bebyggelse, ejerlav)
- Hjelm Kobbel (bebyggelse)
- Kostervig (areal, ejerlav)
- Liseby (bebyggelse, ejerlav)
- Maglemose (bebyggelse)
- Marienborg (ejerlav, landbrugsejendom)
- Ny Æbelnæs (bebyggelse)
- Nylukke (areal, bebyggelse)
- Nørre Frenderup (bebyggelse, ejerlav)
- Orehæld (bebyggelse)
- Rytsebæk (bebyggelse, ejerlav)
- Røddinge (bebyggelse, ejerlav)
- Rødehuse (bebyggelse)
- Sprove (bebyggelse, ejerlav)
- Store Lind (bebyggelse, ejerlav)
- Storkeskov (areal)
- Strandskov (areal)
- Sønder Frenderup (bebyggelse, ejerlav)
- Æbelnæs (bebyggelse, ejerlav)